# Communauté de communes de Mimizan
Die Communauté de communes de Mimizan ist ein französischer Gemeindeverband mit der Rechtsform einer Communauté de communes im Département Landes in der Region Nouvelle-Aquitaine. Sie wurde am 27. Dezember 1999 gegründet und umfasst sechs Gemeinden. Der Verwaltungssitz befindet sich im Ort Mimizan.

## Mitgliedsgemeinden
| Gemeinde                          | Einwohner 1. Januar 2022 | Fläche km² | Dichte Einw./km² | Code INSEE | Postleitzahl |
| --------------------------------- | ------------------------ | ---------- | ---------------- | ---------- | ------------ |
| Aureilhan                         | 1.117                    | 11,51      | 97               | 40019      | 40200        |
| Bias                              | 787                      | 20,95      | 38               | 40043      | 40170        |
| Mézos                             | 855                      | 89,05      | 10               | 40182      | 40170        |
| Mimizan                           | 7.449                    | 114,83     | 65               | 40184      | 40200        |
| Pontenx-les-Forges                | 1.737                    | 80,62      | 22               | 40229      | 40200        |
| Saint-Paul-en-Born                | 982                      | 43,53      | 23               | 40278      | 40200        |
| Communauté de communes de Mimizan | 12.927                   | 360,49     | 36               | –          | –            |